# The Gazette of India
«The Gazette of India» (хинди भारत का राजपत्र, рус. «Бюллете́нь Индии») — официальный правительственный вестник и юридический документ Правительства Индии, публикуемый еженедельно под руководством Министерства жилищного строительства и городского развития. Издание содержит государственные уведомления, нормативные акты и другие официальные документы, публикация которых в «Gazette» придаёт им юридическую силу.
Помимо регулярных выпусков, выходящих раз в неделю, издаются экстренные выпуски (extraordinary gazettes) в случае срочных публикаций.

## История и публикация
Издание «The Gazette of India» осуществляется в соответствии с правилами распределения полномочий, утверждёнными Кабинетом министров Индии. Ответственность за публикацию возложена на Департамент публикаций, который возглавляет Контролёр публикаций. В состав департамента входят два заместителя контролёра, финансовый офицер и помощник директора. Всего над выпуском «Gazette» работает более 270 сотрудников.
С 2008 года «The Gazette of India» доступен в электронном формате.

## Гарантированные должностные лица
Должностных лиц, назначение которых официально опубликовано в «The Gazette of India» в Индии называют англ. Gazetted Officers. К ним относятся высокопоставленные чиновники, уполномоченные заверять документы, включая нотариусов и почётных мировых судей.